# Kinorhynchus langi
Kinorhynchus langi är en djurart som tillhör fylumet pansarmaskar, och som först beskrevs av Higgins 1964.  Kinorhynchus langi ingår i släktet Kinorhynchus och familjen Pycnophyidae. Inga underarter finns listade i Catalogue of Life.